# Яр Прокурорський
Яр Прокурорський — балка (річка) в Україні у Вовчанському районі Харківської області. Ліва притока річки Плотви (басейн Дону).

## Опис
Довжина балки приблизно 2,95 км, найкоротша відстань між витоком і гирлом — 2,77  км, коефіцієнт звивистості річки — 1,06 . Формується декількома струмками та загатами.

## Розташування
Бере початок на північно-східній стороні від села Бакшеївка. Тече переважно на північний схід через село Іванівку і впадає у річку Плотву, ліву притоку річки Вовчої.